# Pachytricha tecta
Pachytricha tecta är en skalbaggsart som beskrevs av Sharp 1875. Pachytricha tecta ingår i släktet Pachytricha och familjen Melolonthidae. Inga underarter finns listade i Catalogue of Life.